# Nomaglio
Nomaglio là một đô thị ở tỉnh Torino trong vùng Piedmont, có vị trí cách khoảng 50 km về phía bắc của Torino. Tại thời điểm ngày 31 tháng 12 năm 2004, đô thị này có dân số 336 người và diện tích là 3,1 km².
Nomaglio giáp các đô thị: Settimo Vittone, Andrate, và Borgofranco d'Ivrea.